# Реїтано
Реїтано (італ. Reitano, сиц. Ritanu) — муніципалітет в Італії, у регіоні Сицилія,  метрополійне місто Мессіна.
Реїтано розташоване на відстані близько 470 км на південь від Рима, 90 км на схід від Палермо, 110 км на захід від Мессіни.
Населення — 813 осіб (2014).

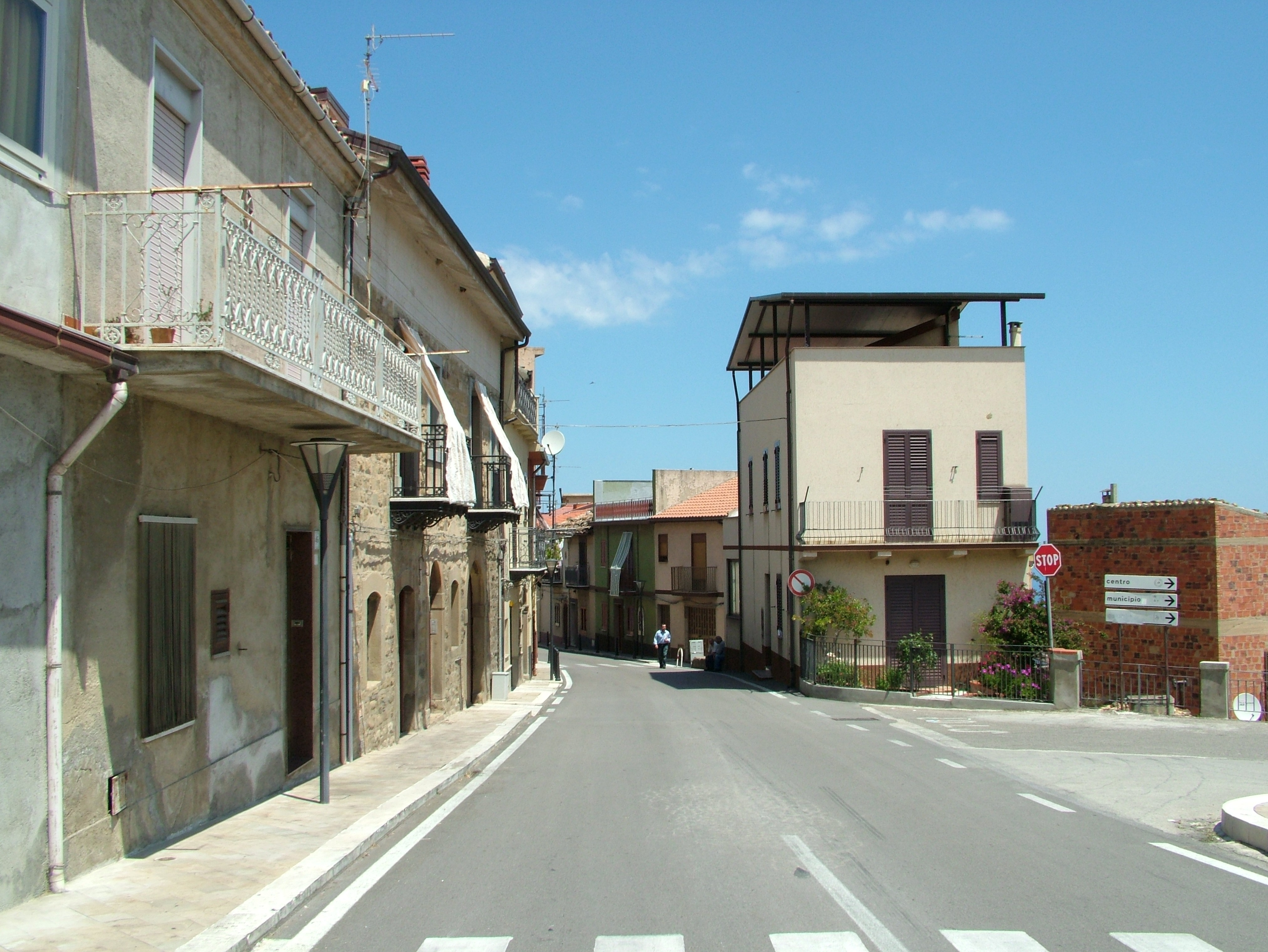

Щорічний фестиваль відбувається 2 червня. Покровитель — Sant'Erasmo.

## Демографія
Населення за роками:

Станом на 1 січня 2023 року в муніципалітеті офіційно проживало 36 іноземців з 9 країн, серед них 21 громадянин країн Євросоюзу та 1 громадянин України.

## Сусідні муніципалітети
- Містретта
- Мотта-д'Аффермо
- Петтінео
- Санто-Стефано-ді-Камастра